# Ronny Scholz
Ronny Scholz (Forst, Brandeburgo, 24 de abril de 1978) es un ciclista alemán. Fue profesional de 2001 a 2009, en el seno de los equipos alemanes Gerolsteiner y Team Milram. Puso fin a su carrera deportiva a finales de 2009.

## Palmarés
2001
- Tour de Schynberg

2002
- Vuelta a Renania-Palatinado

2003
- 1 etapa de la Vuelta a la Baja Sajonia
- 1 etapa del Regio-Tour

2005
- Vuelta a Nuremberg

## Resultados en Grandes Vueltas y Campeonatos del Mundo
| Carrera         | Carrera         | 2001 | 2002 | 2003 | 2004 | 2005 | 2006 | 2007 | 2008 | 2009 |
| --------------- | --------------- | ---- | ---- | ---- | ---- | ---- | ---- | ---- | ---- | ---- |
|                 | Giro de Italia  | —    | —    | Ab.  | —    | —    | Ab.  | —    | —    | Ab.  |
|                 | Tour de Francia | —    | —    | —    | 53.º | 91.º | 94.º | 81.º | 90.º | —    |
|                 | Vuelta a España | —    | —    | —    | —    | —    | —    | —    | —    | —    |
| Mundial en Ruta | Mundial en Ruta | —    | —    | Ab.  | Ab.  | —    | Ab.  | Ab.  | —    | —    |

—: no participa
Ab.: abandono